# Libra libanesa
A libra libanesa ( em árabe: ليرة لبنانية lira libnaniyya; em francês:  livre libanaise; sinal: ل. ل. ‎, ISO 4217: LBP ) é a moeda do Líbano. Costumava ser dividido em 100 piastras (ou qirsh), mas a inflação alta na Guerra Civil Libanesa eliminou a necessidade de subdivisões.
A forma plural de lira, conforme usada na moeda, é lirat (ليرات) ou a mesma, embora existissem quatro formas para qirsh: o qirshān duplo (قرشان) usado com o número 2, o plural qurush (قروش) usado com números 3-10, o acusativa qirshan singular (قرشا) usado com 11-99, e o genitivo singular qirshi (قرش) usado com múltiplos de 100. O número determina qual forma plural é usada. Antes da Segunda Guerra Mundial, a grafia árabe da subdivisão era غرش ( girsh ). Todas as moedas e notas do Líbano são bilíngues em árabe e francês.
Desde dezembro de 1997, a taxa de câmbio é fixada em 1507,5 libras por dólar americano.  No entanto, desde a crise econômica de 2020, o câmbio a essa taxa geralmente não está disponível e um mercado informal de moedas se desenvolveu com taxas de câmbio muito mais altas. 

## História
Antes da Primeira Guerra Mundial, a lira otomana era usada. Em 1918, após a queda do Império Otomano, a moeda se tornou a libra egípcia. Ao ganhar o controle da Síria e do Líbano, os franceses substituíram a libra egípcia por uma nova moeda para a Síria e o Líbano, a libra síria, que estava vinculada ao franco francês no valor de 1 libra = 20 francos. O Líbano emitiu suas próprias moedas a partir de 1924 e notas a partir de 1925. Em 1939, a moeda libanesa foi oficialmente separada da da Síria, embora ainda estivesse vinculada ao franco francês e permanecesse intercambiável com o dinheiro da Síria. Em 1941, após a derrota da França pela Alemanha nazista, a moeda foi vinculada à libra esterlina a uma taxa de 8,83 libras libanesas = 1 libra esterlina.  Um link para o franco francês foi restaurado após a guerra, mas foi abandonado em 1949.
Antes da Guerra Civil Libanesa, 1 dólar valia 3 libras. Durante a Guerra Civil Libanesa, o valor diminuiu rapidamente até 1992, quando um dólar valia mais de 2500 libras. Posteriormente, o valor aumentou novamente e, desde dezembro de 1997, a taxa da libra foi fixada em 1507,5 libras por US $. 
Em agosto de 2019, começou a pressão sobre a taxa de câmbio fixa com o dólar, criando uma taxa paralela no mercado. O mercado de duas taxas é um caso de enfraquecimento das reservas do Banco Central que não são capazes de defender a taxa de câmbio oficial. Pressões financeiras contínuas causadas por dívida soberana insustentável, alto déficit comercial e saídas de depósitos devido à perda de confiança estão ameaçando a peg pela primeira vez desde 1992. Desde 1 de julho de  2020, um dólar dos EUA foi cotado em mais de 9.000 libras libanesas no mercado negro de Beirute. 

## Moedas
As primeiras moedas do Líbano foram emitidas em 1924 nas denominações de 2 e 5 girush (observe a ortografia diferente das moedas pós- Segunda Guerra Mundial) com as denominações francesas dadas em "piastres syriennes" (piastras sírias). Edições posteriores não incluir a palavra "syriennes" e foram em fracções de  1, 2, 5, 10, 25 e 50 girsha. Durante a Segunda Guerra Mundial, em vez bruto 1 e moedas girsh foram emitidos.
Após a guerra, a ortografia árabe foi alterada de girsh (غرش) para qirsh (قرش). Moedas foram emitidas no período de 1952-1986 em fracções de 1,  5, 10, 25 e 50 e 1 qirsh lira. Nenhuma moeda foi emitida entre 1986 e 1994, quando a atual série de moedas foi introduzida. As moedas em uso atual são: 
| Série atual das moedas da libra libanesa | Série atual das moedas da libra libanesa | Série atual das moedas da libra libanesa | Série atual das moedas da libra libanesa | Série atual das moedas da libra libanesa |
| Imagem                                   | Imagem                                   | Valor                                    | Metal                                    | Cor                                      |
| ---------------------------------------- | ---------------------------------------- | ---------------------------------------- | ---------------------------------------- | ---------------------------------------- |
|                                          |                                          | 25 ل.ل.‎                                  | Ferro niquelado                          | branco                                   |
|                                          |                                          | 50 ل.ل.‎                                  | Aço inoxidável                           | branco                                   |
|                                          |                                          | 100 ل.ل.‎                                 | Latão revestido de cobre                 | cobre vermelho                           |
|                                          |                                          | 100 ل.ل. (Edição de 2003)                | Aço inoxidável                           | branco                                   |
|                                          |                                          | 250 ل.ل.‎                                 | Alumínio-níquel-bronze                   | amarelo dourado                          |
|                                          |                                          | 500 ل.ل.‎                                 | Aço niquelado                            | branco                                   |

## Cédulas
As primeiras notas de banco do Líbano foram emitidas pelo Banque du Syrie et Grand-Liban (Banco da Síria e Grande Líbano) em 1925. As denominações variaram de 25 girsha a 100 libras. Em 1939, o nome do banco foi alterado para Banco da Síria e Líbano. As primeiras notas de 250 libras apareceram naquele ano. Entre 1942 e 1950, o governo emitiu papel moeda "pequena mudança" nas denominações de 5, 10, 25 e 50 girsh ou qirsh (a mudança na ortografia ocorreu durante esses anos). Depois de 1945, o Banco da Síria e o Líbano continuaram a emitir papel-moeda para o Líbano, mas as notas foram denominadas especificamente em "libras libanesas" (ليرة لبنانية, livre libanaise) para distingui-las das notas sírias. Foram emitidas notas para 1, 5, 10, 25, 50 e 100 libras.
O Banque du Liban (Banco do Líbano) foi criado pelo Código de Moeda e Crédito em 1 de abril de 1964.  Em 1 de agosto de 1963, o decreto nº 13.513 da “Lei de Referências: Banque Du Liban 23 Dinheiro e Crédito” concedeu ao Banco do Líbano o único direito de emitir notas nas denominações de 1, 5, 10, 25, 50, 100 e 250 libras, expressas em árabe na frente e franceses na parte de trás. Denominações mais altas foram emitidas nas décadas de 1980 e 1990, quando a inflação reduziu drasticamente o valor da moeda. As notas em uso atual são:
| Séries atuais (2012) | Séries atuais (2012) | Séries atuais (2012) | Séries atuais (2012) |
| Imagem               | Valor                | Cor Principal        |                      |
| -------------------- | -------------------- | -------------------- | -------------------- |
|                      | 1,000 ل.ل.           | Cerceta              |                      |
|                      | 5,000 ل.ل.           | Rosa                 |                      |
|                      | 10,000 ل.ل.          | Amarelo              |                      |
|                      | 20,000 ل.ل.          | Vermelho             |                      |
|                      | 50,000 ل.ل.          | Azul                 |                      |
|                      | 100,000 ل.ل.         | Verde                |                      |

Todas as notas atuais apresentam um lado árabe com o valor em números de script em árabe de tamanho grande. O outro lado está em francês, com o número de série nas letras árabe e latina e no código de barras abaixo da última.